# Hot Leg
Gli Hot Leg sono un gruppo hard rock fondato da Justin Hawkins,  frontman dei The Darkness. Assieme a lui ci sono il chitarrista Pete Rinaldi, il bassista Samuel Stokes e il batterista Darby Todd.
L'album di debutto, intitolato Red Light Fever, è stato registrato a Londra agli inizi del 2008 ed è uscito il 9 febbraio 2009.

## Hands Up Who Loves Hot Leg
Nell'estate 2008 si è svolto il primo tour Hands Up Who Loves Hot Leg con tre date in Inghilterra e una in Scozia:
- 6 agosto - Proud Gallery, Londra
- 7 agosto - Barfly, Birmingham
- 8 agosto - Roadhouse, Manchester
- 9 agosto - King Tuts, Glasgow

Il gruppo ha anche pubblicato tramite MySpace una canzone intitolata Heroes, disponibile per il download gratuito registrandosi alla mailing list, la quale non apparirà sull'album che uscirà a febbraio 2009.
Il 24 luglio questa viene poi aggiunta al player di MySpace assieme ad un'altra canzone intitolata Trojan Guitar, descritta come un pezzo "epico medievale", apparentemente ispirato al film 300 di Frank Miller, che dura più di 5 minuti con potenti assoli di chitarra, e che il gruppo afferma di voler lanciare come primo singolo dell'album di debutto.
Sul canale YouTube di Justin Hawkins è possibile guardare quattro Video Diary registrati dal gruppo in varie occasioni, dal mastering dell'album alle prove e ai primi live, assieme ad un altro video in cui sono presenti scene riprese mentre veniva girato il video per Trojan Guitar.
Ad agosto è stato poi annunciato che gli Hot Leg, a novembre, seguiranno come supporto nel Regno Unito i tour dei riuniti Extreme e degli Alter Bridge. A settembre sono state aggiunte altre date per ottobre, assieme alla comparsa nel player del MySpace di un brano chiamato "MegaMix 1" nel quale è possibile ascoltare delle parti di alcune delle canzoni che saranno sull'album.

## Formazione
- Justin Hawkins: voce, chitarra, tastiere
- Pete Rinaldi: chitarra, cori
- Samuel Stokes: basso, cori
- Darby Todd: batteria

## Discografia

### Album studio
- 2009 – Red Light Fever

### Singoli
- 2008 – Trojan Guitar
- 2008 – I've Met Jesus
- 2009 – Cocktails